# هسته لخته‌ای
هسته لخته‌ای (به انگلیسی: Emboliform Nucleus) (یا هسته لخته‌ای شکل یا هسته میانجی قدامی) هسته عمقی مخچه است که بلافاصله سمت داخلی هسته دندانه‌ای قرار داشته و کمی نافش را می پوشاند. این هسته، جزو چهار جفت هسته‌های عمقی مخچه بوده که در موقعیت‌های بیرونی تا داخلی قرار گرفته اند: دندانه‌ای، میانجی (که شامل لخته‌ای و کروی است)، و هسته شیروانی. این هسته‌ها را می توان با استفاده از رنگ‌آمیزی کشسان ویگرت مشاهده کرد. 
کلمه Emboliform از ریشه یونان باستان به معنای "دوشاخه‌ای یا V شکل" است.